# 王仲壽
王仲壽，南直隶江宁县人，明朝政治人物，永樂初解元，聯捷進士。官至參政。

## 生平
建文四年（1402年），靖難兵入金陵，建文帝下落不明。次年，永樂改元，補行壬午科應天鄉試，即癸未科，王仲壽中式第一名舉人，永樂二年（1404年）聯捷甲申科進士。選為翰林院庶吉士，編撰永樂大典。累官布政使司參政。